# Euphorbia petterssonii
Euphorbia petterssonii là một loài thực vật có hoa trong họ Đại kích. Loài này được Svent. mô tả khoa học đầu tiên năm 1949.